# Abutilon bastardioides
Abutilon bastardioides är en malvaväxtart som beskrevs av E. G. Baker och Joseph Nelson Rose. Abutilon bastardioides ingår i släktet klockmalvor, och familjen malvaväxter. Inga underarter finns listade i Catalogue of Life.